# 倫理委員会
倫理委員会（りんりいいんかい、英: Ethics committee）とは、医学実験（臨床試験・治験）および人間研究（human research - 行動研究）など、人間を対象とした研究・実験が国内法および国際法に従って倫理的な方法で実施されることを保障する責を負う機関である。

## 概要
各国によってその具体的な制度は異なるが、この倫理委員会の制度は、世界医師会（WMA）「ヘルシンキ宣言」1975年改訂において追加、規定されたものが基礎となっている。
倫理委員会には2種類存在しており、一つにはヒトを対象とした研究（人体実験）を監督する独立機関として法的に位置づけられた各国の制度（研究倫理委員会）であり、もう一つは各病院等における治療に関する倫理問題を検討する内部的な「倫理委員会」である。また、1990年に創立された医薬品規制調和国際会議（ICH）が定めた臨床試験（日本で言う治験も含む）を実施するための基準「良き臨床上の基準（GCP）」にも「独立倫理委員会（IEC）」の規定が含まれている。
日本では、医薬品の臨床試験については1997年の「医薬品の臨床試験の実施の基準に関する省令（GCP省令）」で治験審査委員会の設置が定められているが、それ以外の研究領域では「人を対象とする医学系研究に関する倫理指針」など、指針（ガイドライン）で倫理審査委員会の設置が求められている。

## 各国の制度

### EU（ヨーロッパ）
ヨーロッパ各国では、施設とは独立した委員会を地域毎などに設置することが多く、研究倫理委員会 - Research Ethics Committee（REC）などと呼ばれている。
欧州連合倫理委員会は、EU加盟国における医学研究または人間研究の監督を担当する機関である。 欧州倫理委員会の下の各国委員会には、次のものがある。 
- 英国研究倫理委員会（REC）-  A Research Ethics Committee in the United Kingdom
- オランダ医学研究倫理委員会 -（MREC） A Medical Research Ethics Committee in the Netherlands.
- フランス人間保護委員会（CPP）-  A Comités de Protection des Personnes in France.

### アメリカ合衆国
臨床研究を審査するというコンセプトを初めて公に取り入れた米国では、倫理委員会に相当するものは「機関審査委員会（仮訳）」 - Institutional review board （IRB）である。一般に、IRBとして知られる米国独自の制度となっており、個別の施設が個別の名前を付けている場合がある。「ビーチャー論文」を契機として、1974年の「国家研究法」（National Research Act of 1974） と「ベルモント・レポート」（Belmont Report）といった歴史的な由来があり、インフォームド・コンセントを補完し、第三者機関で監督を行う、というものである。

### カナダ
アメリカと似た、 Research Ethics Board （REB）である。 

### オーストラリア
国立健康医学研究カウンシル（National Health and Medical Research Council）(NHMRC)。

### 日本
- 治験審査委員会 -　医薬品の治験のみ。 「医薬品の臨床試験の実施の基準に関する省令（ＧＣＰ省令）」により設置が義務づけ。
- 治験以外の、一般の臨床試験やその他人間を対象とした研究・実験を実施する場合については法令による定めはない[8]。

#### IRBの名称について
日本の治験審査委員会は、米国の制度であるIRBを参考にしたため、日本では治験審査を指して俗に「IRB」と呼ばれる場合がある。ただし、制度も異なり、アメリカのものなので、行政などがIRBという用語を使う場合は正しく区別するなど、注意が必要である。
その日本語表記も、日本医師会「施設内審査委員会（IRB）」、大阪市立大学医学部「研究倫理審査委員会（IRB）」、「治験審査委員会 （IRB）」としたり、意味合いのみならず、表記にも混沌が見受けられる。

## 歴史

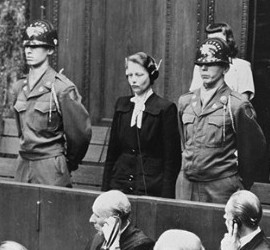
ニュルンベルク継続裁判で刑を宣告されたヘルタ・オーバーホイザー医師

人間を対象とする実験（人体実験）において最も基本的な倫理原則のひとつは、実験者はいかなる場合においても被験者が望まない実験を行ってはならないということである。この考えは、1947年のニュルンベルク綱領において初めて成文化された。
この綱領は、価値のない実験で被験者を殺害し拷問した医師らを裁いたニュルンベルク継続裁判のひとつ医者裁判の結果定められたもので、被告医師のうちには絞首刑に課せられた者もいた。綱領の第5項は、実験者自身も被験者となるような場合を除いては危険な人体実験は行ってはならない、としている。このニュルンベルク綱領は後に世界中の医療倫理規範に影響を与え、タスキギー梅毒実験のような綱領に反する悪名髙い実験も明るみに出ることとなった。1966年には、「倫理と臨床研究（ビーチャー論文）」を書いたハーバード大学医学部麻酔学教授のヘンリー・ビーチャー博士が、インフォームド・コンセントのための規則と条件を定義することと共に、研究プロトコルに関する追加の監視体制としてこの倫理委員会体制を設立することに取り組んだ 。
この他、たとえその被験者が罹患する可能性が低い疾病の治療に関して遠い将来に可能性があるだけというような利益だとしても、ボランティア被験者が当該実験や研究から何らかの利益を得なければならない、とする倫理原則もある。
治療が不可能な病気に苦しむ患者に対してときに実験薬の試験が行われることもあるが、研究者自身がその病気にかかっていない場合はその研究者が被験者となったとしても利益を得る可能性はないため、被験者となり得ない。一例として、研究者ロナルド・C・デロシアーズ（Ronald C. Desrosiers）は、自分が開発していたエイズワクチンを自身でテストしなかった理由を問われ、自分はエイズのリスクがなかったのでテストをしても利益がなかったであろうからと答えている。
倫理委員会の監督において重要なのは、被験者からインフォームド・コンセントを得ることを確実にすることである。インフォームド・コンセントは、実験に参加するボランティアが、行われる手順を完全に理解し、関係するすべてのリスクを認識し、実験が行われる前に実験への参加に同意するという原則である。インフォームド・コンセントの原則は、1901年にキューバで行われたアメリカ陸軍の黄熱病調査で最初に定められたが、当時は一般的で公式な指針などはなかった。黄熱病問題のときの原則がニュルンベルク綱領起草の際に参照され、1964年世界医師会によるヘルシンキ宣言でさらに発展し、この倫理委員会制度の基礎となっていった。
ヘルシンキ宣言の最初の改訂では、人体実験における研究プロトコル（計画書）を承認するために倫理委員会を招集することが初めて国際指針に記載された（Helsinki II、1975）。発展途上国でのプラセボ試験に関する第4回目の改訂（1996年）を巡っては議論も起きている。これは米国がインドで行った抗HIV薬ジドブジンの試験は同宣言に違反していると批判するものであり、これを受けてアメリカ食品医薬品局はヘルシンキ宣言の新改訂版の採択をせず、代わりに1989年の改訂版を参照することとなった。
倫理委員会は、世界保健機関が設立した機関である国際医科学団体協議会（CIOMS）が作成した「人を対象とする生物医学研究の国際的倫理指針」でも設置が求められている。1993年に初めて公開されたCIOMSガイドライン（CIOMS倫理指針）は、法的効力を持たないものの各国の倫理委員会制度起草に影響を及ぼしてきた。また発展途上国での感染症問題を念頭においた指針であることも特徴のひとつである。

## 文献
- Lawrence K. Altman, Who Goes First?: The Story of Self-experimentation in Medicine, University of California Press, 1987 ISBN 0520212819.
- S. C. Gandevia, "Self-experimentation, ethics, and efficacy", Monash Bioethics Review (Ethics Committee Supplement), vol. 23, no. 4, 2005.
- Povl Riis, "Planning of scientific-ethical committees", British Medical Journal, vol. 2, pp. 173–174, 1977.
- Emily A. Largent, "Recently proposed changes to legal and ethical guidelines governing human subjects research", Journal of Law and the Biosciences, vol. 3, iss. 1, pp. 206–216.
- R. J. Levine, "Some recent developments in the international guidelines on the ethics of research involving human subjects", Annals of the New York Academy of Sciences, vol. 918, pp. 170–178, November 2000.
- Robert V Carlson, Kenneth M. Boyd, David J Webb, "The revision of the Declaration of Helsinki: past, present and future", British Journal of Clinical Pharmacology, vol. 57, iss. 6, pp. 695–713, June 2004.